# إسكيويس
إسكيويس (بالفرنسية: Isques)‏ هي بلدية تقع في إقليم باد كاليه من منطقة نور با دو كاليه في شمال فرنسا. تبلغ مساحة هذه المدينة 6.98 (كم²)، وترتفع عن سطح البحر 9 م، يبلغ عدد سكانها 1159 نسمة حسب إحصاء المعهد الوطني للإحصاء والدراسات الاقتصادية سنة 2009 م. وترأس Jean-Pierre Gobert البلدية خلال فترة (2008-2014).